# Моя богиня!
«Моя богиня!» (яп. ああっ 女神さまっ Аа! мэгами-сама!) — манга и аниме (OVA (1993—1994) из 5 эпизодов, телесериал The Adventures of Mini-Goddess («Моя богиня! Приключения Мини-Богинь») (1998), полнометражный фильм (2000) и два сезона телесериала (2005—2006) из 27 и 24 серий), рассказывающие о приключениях молодого человека Кэйити и богини Верданди, в которую он влюблён. Автором манги является Косукэ Фудзисима. Она издавалась с сентября 1988 в ежемесячном журнале Afternoon, а танкобоны начали выпускаться издательством «Коданся» с 23 августа 1989 года. Окончательный объём манги составил 48 томов, последний из которых был выпущен 25 апреля 2014 года, после 25 лет публикации.

## Мифология
Манга и аниме широко используют заимствования из скандинавской мифологии. Так, Верданди (яп. ベルダンディー Бэруданди:), Урд и Скульд являются норнами, высшими существами, отвечающими за соответственно настоящее, прошлое и будущее человека. Также из мифологии позаимствован Иггдрасиль, Мировое древо. В манге и аниме оно представлено в виде небесной компьютерной системы, поддерживающей существование Вселенной.

## Сюжет
Манга рассказывает историю студента Кэйити Морисато, который, из-за своего чистого сердца, был избран Иггдрасилем, Компьютерной Системой Рая, и получил возможность исполнения одного желания. Богиня Верданди спустилась на Землю, чтобы исполнить его желание, и предупредила его, что он может пожелать все, что хочет: он может стать миллионером или даже уничтожить мир в одно мгновение, но у него есть всего одно желание. Кэйити, считая это розыгрышем сэмпаев, пожелал, чтобы Верданди осталась с ним навсегда, и его желание было исполнено. Он не до конца осознал последствия своего желания, и был потрясен, когда понял, что Верданди будет жить с ним. Манга/аниме рассказывает об их взаимоотношениях, как они становились ближе друг к другу.
Аниме содержит одних и тех же основных персонажей и базируется на сюжете манги, но каждое аниме создает уникальную интерпретацию основной идеи. Исключением является телесериал, который является адаптацией манги и четко следует её сюжетной линии.
Фудзисима был фанатом механики, поэтому зачастую целые главы базировались вокруг механики, особенно на мотоциклетной технике. Читатели узнают, что Кэйити является членом Мотоциклетного Клуба института, который находится под угрозой уничтожения соперничающим клубом. Также есть несколько историй, связанных с гонками, которые были ранее в манге; они являются важными составляющими сценария, помогающими лучше понять характер персонажей. Кэйити и Верданди имеют исключительный талант гонщиков (Кэйити благодаря природному умению и Верданди, из-за возможности «говорить» с техникой). Большинство других главных персонажей демонстрируют определенную степень мастерства в гонках и/или механике, в результате чего идея механики играет значительную роль для роста и развития характера персонажей.

## Манга
«Моя богиня!» была впервые опубликована 25 сентября 1988 года. Манга публиковалась в Японии в ежемесячном журнале Afternoon, где была тепло принята. Издательством манги на территории Северной Америки занималась компания Dark Horse Comics.
Полная коллекция манги по всему миру составляет более 250 глав (более 40 томов). Из них 28 томов манги были опубликованы в Соединенных Штатах (на январь 2008 года), и издатель Dark Horse Comics перерисовывает старые серии манги, чтобы привлечь интерес к серии.

## OVA-сериал
OVA «Ah! My Goddess!» издан в России компанией MC Entertainment под названием «Моя богиня!». В нём одинокий студент Кэйити, оставленный соседями в общежитии, собираясь заказать рамэн, чтобы перекусить, случайно набирает не тот номер телефона и вызывает богиню Верданди, предложившую исполнить его единственное желание. Перебрав в уме разные варианты, Кэйити решает, что это предложение — чья-то шутка, поэтому он загадывает, что хочет, чтобы эта богиня осталась с ним вместе.
К его удивлению она сразу соглашается. После того, как Кэйити выгнали из общежития из-за Верданди, он поселяется жить в храме, вместе со своей сестрой и двумя сёстрами Верданди. Кэйити и Верданди любят друг друга, но их отношения подвергаются бесконечным испытаниям. Но главная преграда оказывается заключена в их прошлом…
Для этого ОВА композитором Такэси Ясудой было написано более 15 оригинальных музыкальных композиций. Саундтрек, выпущенный позже, имел нестандартное дополнение в виде оригинальных midi-файлов оранжировок.

## Полнометражное аниме
Информация о готовящемся выходе анимационного фильма появилась в июле 2000 года. Выход был запланирован на осень того же года. Согласно анонсу, фильм должен был стать компиляцией 5 серий OVA-сериала. Режиссёр Хироаки Года в качестве темы фильма обозначил любовную историю Верданди. Премьера фильма в Японии состоялась 21 октября 2000 года.
Полнометражный фильм 2000 года, имеющая продолжительность 1 час 46 минут повествует о противостоянии главных героев и бога Селестина (учителя Верданди), сбежавшего из лунной тюрьмы и пытающегося уничтожить Мировое Древо, чтобы пересоздать мир по своему замыслу, избавив его от разлук влюбленных и от необходимости приходить к счастью через борьбу. Недостаток его плана заключается в том, что в жертву нужно принести почти весь существующий мир, Верданди и божественный координационный центр. Ему помогает падшая богиня-бабочка Морган, утратившая веру в существующий уклад из-за того, что божественная несправедливость разлучила её с возлюбленным.

## Телесериал
Существуют два сезона телесериала «Моя богиня»: «Ah! My Goddess» (24 серии + 3 специальных) и «Ah! My Goddess: Flights of Fancy» («Моя богиня! У каждого есть крылья»; 22 серии + 2 специальных).
В 2007 г., в честь 20-летия первой публикации манги, вышло двухсерийное продолжение, и имеет собственное название «Ah! My Goddess: Fighting Wings» («Моя богиня! Боевые крылья»). В Северной Америке распространением сериала занималась компания Funimation Entertainment.
Сериал является адаптацией манги. Тем не менее идет более развернутая трактовка событий, которые были описаны в манге, что позволяет лучше понять характер персонажей.
Композитором аниме-сериала и полнометражного фильма был Сиро Хамагути, написавший также музыку для аниме One Piece. Большой куш и Kiddy Grade.

## The Adventures of Mini-Goddess
Телесериал «Моя богиня! Приключения Мини-Богинь» состоит из двух сезонов по 24 серии. Официально не был переведён на русский язык, тем не менее существует неофициальный многоголосый перевод обоих сезонов.
Телесериал состоит из коротких эпизодов, длина которых не превышает 7-и минут. В телесериале нет чёткой сюжетной линии. Сериал состоит из комедийных историй о жизни мини-богинь, каждая новая серия рассказывает новую историю из жизни мини-богинь, лишь изредка рассказ растягивается на пару серий.
Главные герои «О, богиня! Как хорошо быть маленькими» три богини: Урд, Скульд и Верданди. Также во втором сезоне появляется Мара. Из новых персонажей — Ган-тян, крыса. Все герои телесериала являются пародией своих аналогов в манге и остальных аниме-сериалах.

## Музыка
Открывающую композицию к аниме 2005 года исполнила Ёко Исида.

## Критика

### Манга
На фестивале Anime Expo 2000 «Моя богиня!» победила в категории «лучшая манга, выпущенная в США».
Рассматривая 16-й том американской версии манги от Dark Horse Comics, Крейг Джонсон отметил его практически полную автономность от основного сюжета; он назвал данный том хорошей драмой с некоторыми забавными моментами, но с непонятным окончанием. Схожее мнение об автономности высказала и Лиза Андерсон при обзоре четвёртого тома. Рассматривая первый том, она назвала сюжетную линию романтической комедией, где юмор будет понятен людям разных возрастов. По её мнению, манга читается довольно легко, несмотря на присутствие в сюжете нескольких серьёзных моментов.

### OVA
Рецензент THEM Anime Карлос Росс преимущественно позитивно высказался об OVA-сериале, сочтя, однако, что в качестве целевой аудитории больше подойдут поклонники оригинальной манги Косукэ Фудзисимы. По его мнению, характеры персонажей в OVA недостаточно раскрыты вследствие того, что сюжет нескольких томов манги был сжат до пяти серий аниме; он также посчитал, что дизайн персонажей несколько отличается от тех, что присутствовали в оригинальной манге. Вместе с тем обозревателю понравилась «роскошная» прорисовка окружения — он отнёс её к одному из основных достоинств сериала. Росс также положительно высказался о музыке и игре сэйю.

### Фильм
После премьерного показа в японских кинотеатрах фильм приобрёл значительный успех.
Обозреватель Animefringe посчитала, что фильм 2000 года по сравнению с OVA или сериалом The Adventures of Mini-Goddess обладает более тонким и глубоким смыслом. По её мнению, в сюжете фильма делается попытка ответить на один из древнейших вопросов: «Если в мире существуют добрые боги, то почему в мире столько страдания?». Музыкальное сопровождение было обозначено как «весьма приятное и подходящее под фильм в общем».

### Аниме
Холли Эллингвуд в обзоре Active Anime посчитала телесериал 2005 года наиболее достоверной адаптацией оригинальной манги. Она положительно отозвалась об анимации, дизайне персонажей, назвав их практически безупречными. Позитивного отклика удостоилась также музыка, в особенности обозревателю понравилась открывающая заставка.
Гарри Ноулз в обзоре DVD-выпуска Ah! My Goddess Last Dance от Anime Works говорил об отличиях между мангой и аниме-адаптацией, которые касались, в частности, бо́льшей динамики развития отношений между персонажами, благодаря чему аниме стало более содержательным. По мнению обозревателя, этого может быть достаточно привлечения внимания поклонников. В то же время Ноулз посчитал, что ничего принципиально нового аниме-сериал не предлагает.